# Вессин
Вессин (нем. Wessin) — коммуна в Германии, в земле Мекленбург-Передняя Померания.
Входит в состав района Пархим. Подчиняется управлению Кривиц.  Население составляет 499 человек (на 31 декабря 2006 года). Занимает площадь 17,07 км². Официальный код  —  13 0 60 087.
Коммуна подразделяется на 4 сельских округа.